# Тилова бригада

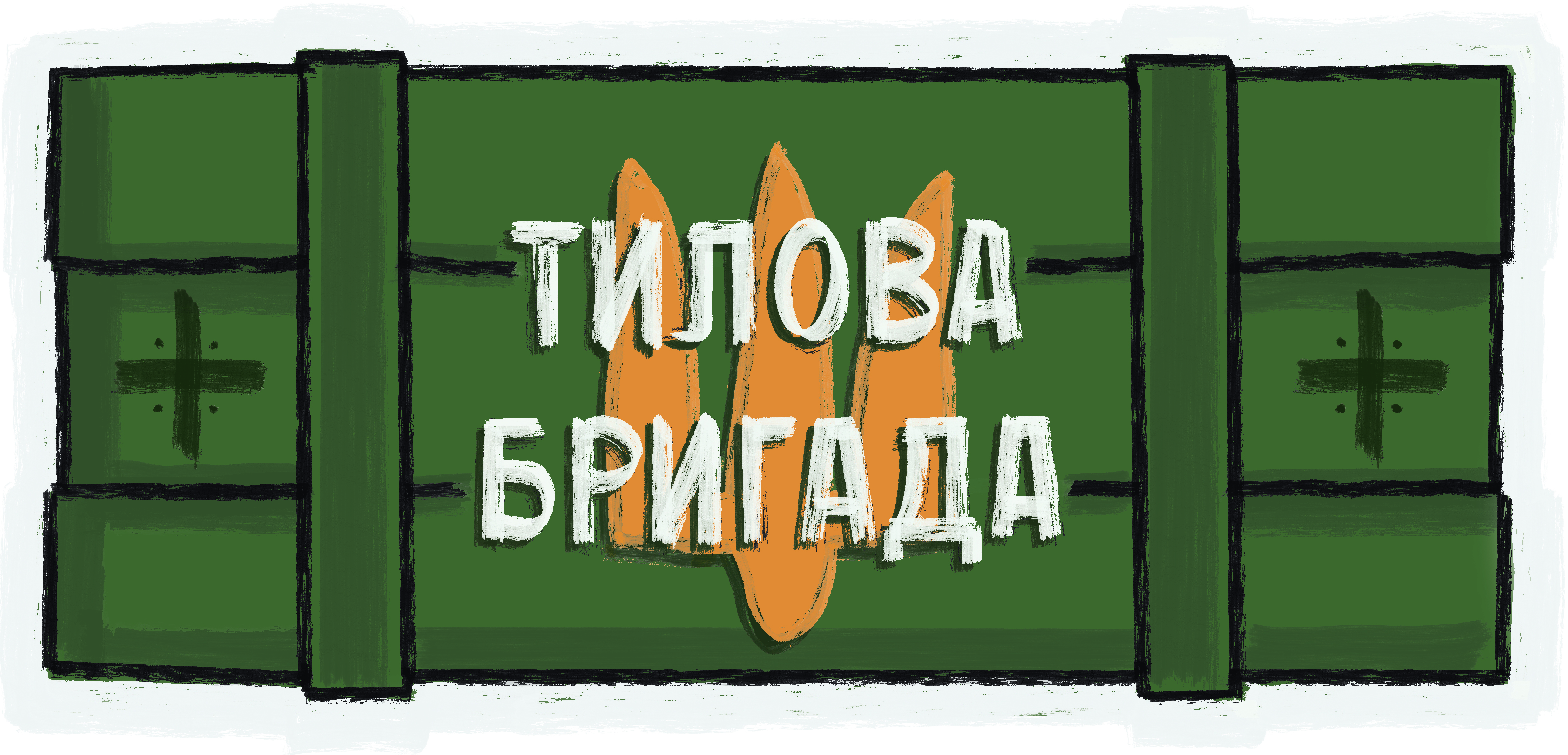
Логотип "Тилова бригада"

«Тилова бригада» - всеукраїнська спілка майстрів  3D-друку, яка складається з цілої команди з різних точок України, основна мета – це забезпечення військовослужбовців оптичним приладдям і не тільки, також виготовлення корисних речей, щоб зберегти життя військових та системно протистояти ворогові.

## Історія
Ініціативу всеукраїнської спілки майстрів 3D-друку «Тилова бригада» заснував  Денис Сілинник  8 квітня 2022 року.
Майже з перших днів війни «Тилова бригада»  виготовляє для ЗСУ перископи – оптичні прилади, які дозволяють безпечно виглядати з окопу чи бліндажу, на червень 2023 року вже виготовила і відправила на передову 16 тисяч перископів.
Допомога військовим розпочиналась із маленького «домашнього» виробництва, друкуючи заготівки на 3D принтері в себе на кухні. Згодом до виробництва перископів приєдналися небайдужі люди, що допомагали у їх виробництві (друкували заготівки, збирали готові перископи, нарізали дзеркала і т.д.), так сформувалася спілка майстрів  3D-друку «Тилова бригада» до якої приєдналось майже 130 небайдужих громадян.